# Jost Van Dyke
Jost Van Dyke (a veces coloquialmente llamada JVD o Jost) es la más pequeña de las cuatro islas principales del archipiélago de las Islas Vírgenes Británicas, en el mar Caribe, situada al noroeste de Tórtola. Como muchas de las islas vecinas, es de origen volcánico y montañosa. El punto más alto de la isla es Majohnny Hill, de 321 metros.
La isla fue avistada por el navegante al servicio de España Cristóbal Colón y su tripulación en el año 1493. Su nombre proviene del corsario neerlandés Joost van Dyk, quien usó sus puertos como escondite.
La isla recibe numerosos turistas que llegan a través de botes y un servicio de ferris.

## Geografía
La isla, al igual que el resto del archipiélago, se encuentra en el área de la Fosa de Puerto Rico donde la placa del Caribe se encuentra con la placa de América del Norte. Cerca de la costa este, separada por un estrecho canal, se encuentra la pequeña isla deshabitada de Little Jost Van Dyke.
En la parte este de la isla se encuentra Diamond Cay, que a pesar de su nombre (cayo significa isla de coral) no es una isla real ya que está conectada con Jost Van Dyke por una delgada franja de tierra. Este territorio fue declarado parque nacional protegido en 1991 como lugar de anidación de numerosas aves marinas.
La conformación de la isla y su ubicación han hecho que las zonas más desarrolladas sean las del sur ya que la costa norte se ve directamente afectada por la fuerza del oleaje del Océano Atlántico mientras que la zona sur está más resguardada gracias a las tres ensenadas naturales que caracterizan el perfil: White Bay, Great Harbour y Little Harbour. En torno a estas tres áreas se han desarrollado todas las actividades turísticas que representan el principal recurso económico del territorio. La parte sur de la isla, caracterizada por playas de arena blanca coralina, es donde es más fácil el atraque de embarcaciones, mientras que la costa norte tiene un perfil más pronunciado debido a los vientos que la azotan provocando una mayor erosión.
El interior está cubierto por el bosque dentro del cual se atestigua la presencia de pequeños estanques de agua salada.

### Clima
La temperatura diurna varía en promedio durante el año entre 24 y 29 grados, mitigada por la presencia de vientos provenientes del mar. A lo largo de los años, Jost Van Dyke se ha visto afectado por numerosas tormentas tropicales.

## Historia
El corsario holandés del siglo XII, Joost van Dyk, uno de los primeros colonos holandeses y ex pirata que usó los puertos de la isla como escondite, podría ser el origen del nombre de la isla, aunque no existe evidencia fáctica de esto.
John C. Lettsome (de la isla Little Jost Van Dyke), fundador de la Sociedad Médica de Londres, es el residente más notable de Jost Van Dyke.
Aunque los ingleses capturaron las Islas Vírgenes Británicas en 1672, parece que Jost Van Dyke fue ignorado en su mayoría hasta mediados del siglo XVIII. Un mapa dibujado de las Islas Vírgenes Británicas en 1717 por el capitán John Walton no representa ni a Jost Van Dyke ni a Little Jost Van Dyke.
Los restos de las fábricas de azúcar en la cresta sobre Great Harbour proporcionan evidencia arqueológica de que se cultivaba y procesaba algo de caña de azúcar, aunque probablemente no en gran cantidad. En 1815, 140 acres (0.57 km2) estaban bajo cultivo de algodón, produciendo 21 000 libras anuales. Había una población de 428 personas (25 blancos, 32 negros libres y 371 esclavos). Para 1825, la producción de algodón disminuyó a 17,000 libras, mientras que la población aumentó a 506 (34 blancos, 76 personas de color libres y 397 esclavos).
Al igual que otras islas de la región, JVD y las Islas Vírgenes Británicas experimentaron un declive económico gradual e irreversible a lo largo del siglo XVIII. Sin embargo, curiosamente, la población de Jost Van Dyke siguió aumentando (probablemente debido a la libertad de viajar que disfrutaba la antigua población esclava después de la Emancipación en las Islas Vírgenes Británicas en 1838). A partir de entonces, muchos isleños de BVI buscaron trabajo regularmente en los muelles de carbón de Royal Mail Steam Packet Company en Saint Thomas (hoy Islas Vírgenes de los Estados Unidos). Para 1853, Dookhan (1975) atribuye una población de 1.235 residentes a Jost Van Dyke, 196 de los cuales murieron a causa de un brote de cólera ese mismo año.
Desde la Era de la Emancipación en adelante, la comunidad de Jost Van Dyke subsistía principalmente de la pesca artesanal y la agricultura de subsistencia. La fabricación de carbón vegetal fue una práctica que comenzó durante la era de las plantaciones cuando los incendios fuertes eran vitales para la producción de azúcar y ron, y la fabricación de carbón vegetal surgió como una industria principal para las BVI durante los años posteriores a la emancipación. Entre las décadas de 1920 y 1960, se exportaron aproximadamente 20 000 toneladas de carbón vegetal de las Islas Vírgenes Británicas a las Islas Vírgenes de los Estados Unidos. (1998. Penn-Moll, Verna, Coals of Fire: The Development of the Caribbean Fireplace Technology with Traditional Customs, Myths and Sayings.)
Según los residentes de la isla, en JVD, la gente trabajaba colectivamente para construir pozos de carbón, una práctica que ocasionalmente continúa hasta el día de hoy. Los pozos solían ser un lugar de reunión social, las mujeres podían usar el calor del fuego para hornear pan o asar la fruta del pan, mientras que los hombres podían jugar al dominó alrededor del pozo.
Los recursos marítimos también fueron extremadamente importantes históricamente para la gente de Jost Van Dyke, y la isla se ha convertido en un pueblo de pescadores. El deseo de comercio e interacción social con las islas cercanas estimuló el desarrollo de habilidades marineras. Florecieron la navegación, la pesca, el remo y la construcción de embarcaciones. Pequeños veleros construidos localmente, el "Tortola Boat", floreció en las Islas Vírgenes Británicas hasta aproximadamente la década de 1960, cuando fueron reemplazados por embarcaciones motorizadas.

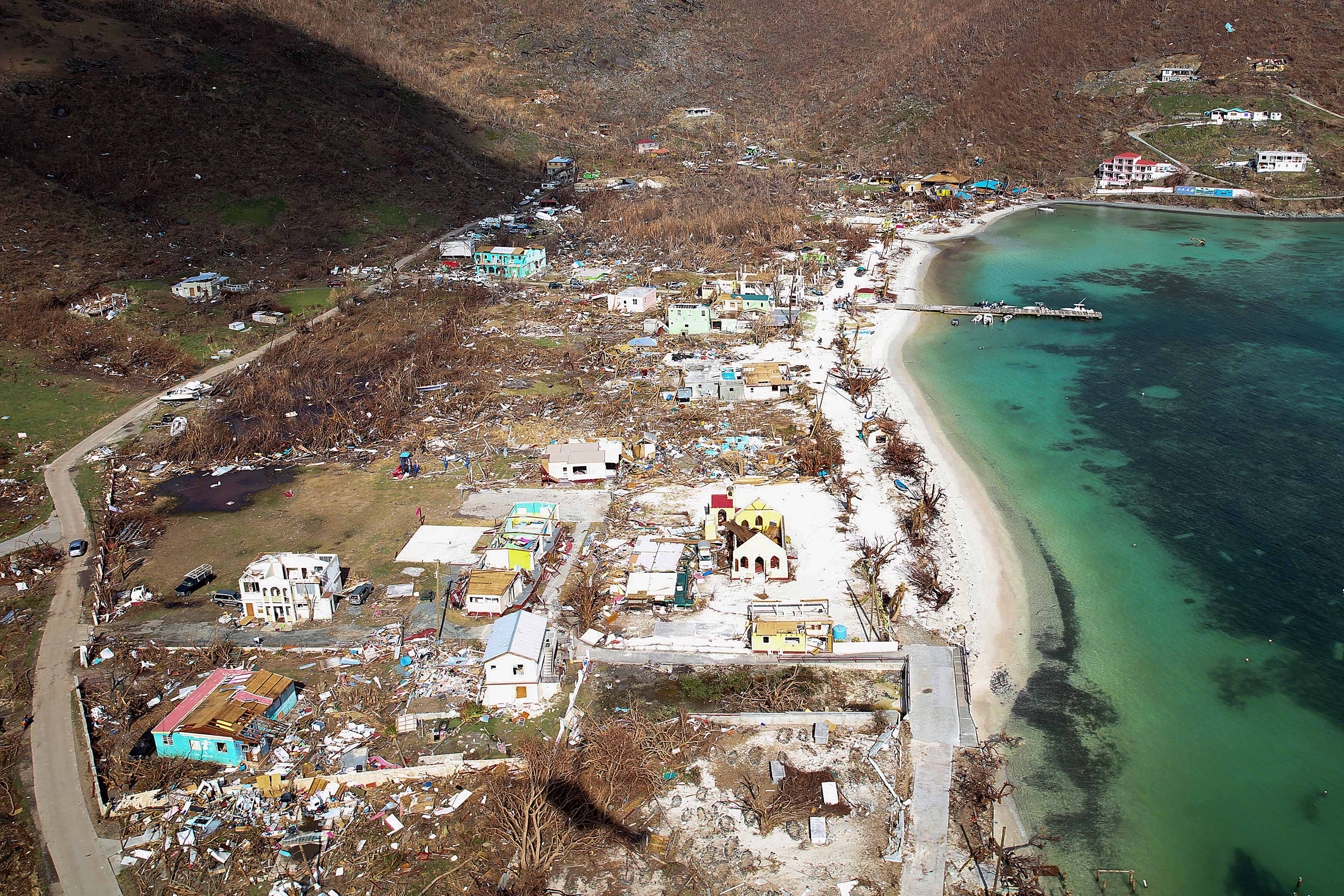
Devastación de Jost Van Dyke tras el huracán Irma

### Huracán Irma
Jost Van Dyke, como el resto de las Islas Vírgenes Británicas, sufrió daños catastróficos por el huracán Irma, una tormenta de categoría 5 que azotó el territorio en septiembre de 2017. Las laderas de la isla fueron despojadas de vegetación. La escuela primaria, la clínica de salud y dos gasolineras de Jost Van Dyke sufrieron daños, mientras que la mayoría de las casas de la isla quedaron destruidas.
Con poca ayuda de los gobiernos británicos o territoriales durante la semana posterior a la tormenta, los 298 residentes de Jost Van Dyke establecieron un centro de comando y recuperación, Foxy's Tamarind Bar and Restaurant. La comida de otros restaurantes y residencias se llevó a Foxy's, que albergaba el único refrigerador y generadores importantes que sobrevivieron en la isla antes de que los Royal Marines repararan otros más tarde ese mes. Los residentes usaron una motosierra recuperada para despejar caminos y conectar partes remotas de las islas.

## Demografía
Según el censo de 2010, la población de Jost Van Dyke era de 298 habitantes. La población ha crecido fuertemente en las últimas décadas, en línea con la población de las Islas Vírgenes. Su población registrada en 1991 era 140. La isla tiene una población joven con casi la mitad (46%) de residentes menores de 35 años y casi el 70% menores de 50 años.

## Flora y fauna

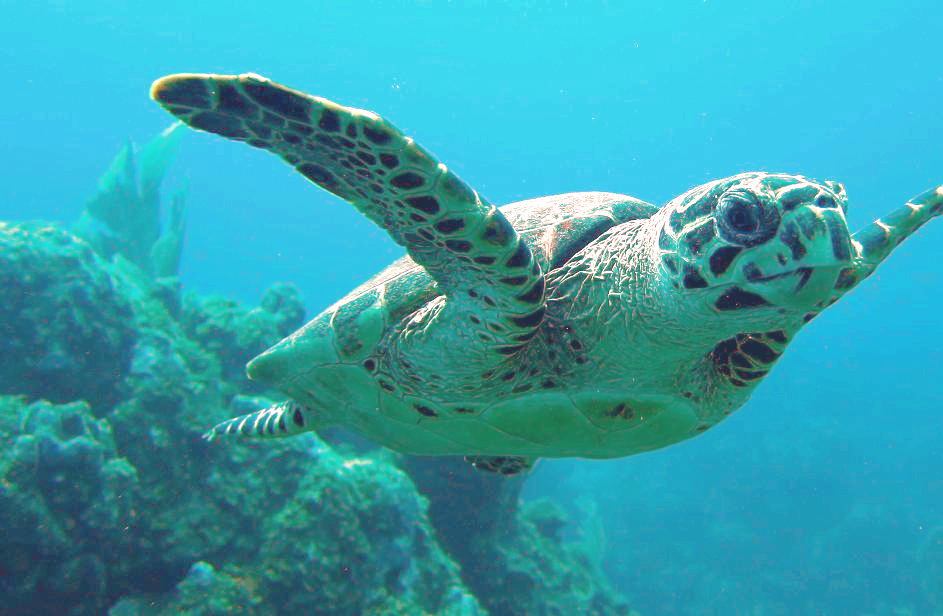
Tortuga carey en aguas de las islas Vírgenes

La superficie de la isla está cubierta de hierba y arbustos; a lo largo de la costa este, al sur de Diamond Cay, hay grupos de manglares (en particular, mangle rojo y mangle negro). La Sociedad de Preservación Jost Van Dykes (JVDPS) ha identificado 332 especies de plantas distintas en la isla, 12 de las cuales son endémicas del área de las islas Vírgenes.
La isla está rodeada por un rico arrecife de coral donde predominan los corales blandos y las esponjas. En la antigüedad las aguas de la isla estaban pobladas por manatíes y focas monje del Caribe, hoy en día estas dos especies ya no están presentes en la zona, la segunda incluso se ha extinguido. Las playas de la isla (en particular la de White Bay en el suroeste) son frecuentadas por tortugas marinas que desovan. El mar que rodea la isla está poblado de langostas y numerosas especies de peces, de hecho, antes de la llegada del turismo, la pesca era el principal recurso de los habitantes.
En la isla existen colonias de anidación de varias especies de aves marinas, entre ellas el pelícano pardo, el piquero y la gaviota reidora; el JVDPS inspeccionó la presencia de 45 especies diferentes de aves solo en Jost Van Dyke.
El bosque interior está habitado por pequeños reptiles, anfibios y serpientes. La presencia de ranas es muy rica en el territorio (Eleutherodactylus lentus, Eleutherodactylus antillensis, Eleutherodactylus schwartzi, Litoria infrafrenata, Eleutherodactylus Cochranae), salamanquesas (Sphaerodactylus macrolepis y Hemidactylus mabellusia [cristatolis pulp], Anolis ). Otro reptil presente y digno de mención es el llamado gusano lagarto de las Islas Vírgenes (Amphisbaena fenestrata), un reptil del género Amphisbaena que se asemeja a un gran gusano. Entre las especies de serpientes presentes, la más extendida es la de la boa esmeralda.
La presencia de la rata negra, el gato montés, la cabra y la oveja está directamente relacionada con la actividad humana en la zona.
La presencia de murciélagos en el territorio es significativa, se han registrado 4 especies: Molossus molossus, Artibeus jamaicensis, Brachyphylla cavernarum y Noctilio leporinus.
La mangosta india fue introducida en la isla por el hombre para frenar la proliferación de ratones y serpientes, sin embargo, la introducción de esta especie ha causado daños al ecosistema local ya que las mangostas se han reproducido rápidamente y también han comenzado a alimentarse de otras especies presentes, poniendo su supervivencia en riesgo. Por ejemplo, en la isla se ha registrado una escasa presencia de lagartijas pertenecientes al género Ameiva, muy comunes en el Caribe, y esto se ha atribuido a la presencia de mangostas que han diezmado la población.